# Bostrychus sinensis
Bostrychus sinensis is een straalvinnige vissensoort uit de familie van slaapgrondels (Eleotridae).
De wetenschappelijke naam van de soort is voor het eerst geldig gepubliceerd in 1801 door Bernard Germain de Lacépède.